# Pasaale (Volk)
Die Pasaale (auch: Southern Sisaala, Pasaale, Sisaal, Sisala) sind ein Volk in Ghana mit ca. 36.000 (2003 GILLBT) Mitgliedern. Ihre Sprache ist Paasaal aus der Gruppe der Kwa-Sprachen. Die Pasaale leben in ca. 18 Dörfern in der Upper West Region ca. 80 km südlich von Tumu und ca. 105 km östlich von Wa.